# Xã Curry, Quận Sullivan, Indiana
Xã Curry (tiếng Anh: Curry Township) là một xã thuộc quận Sullivan, tiểu bang Indiana, Hoa Kỳ. Năm 2010, dân số của xã này là 3.559 người.